# Raglan Castle
Raglan Castle er et slot fra senmiddelalderen lige nord for landsbyen Raglan i Monmouthshire i det sydøstlige Wales. Det moderne slot kan føres tilbage til 1400- og 1600-tallet, da de to indflydelsesrige familier Herbert og Somerset byggede luksuriøse, befæstede fæstninger med et stort heksagonalt keep, kendt som The Great Tower eller The Yellow Tower of Gwent. Slottet lå omringet af dyrepark, havedamme og terrasser, og det blev betragtet som fuldt på højde med alle andre slotte i England og Wales. Under den engelske borgerkrig blev slottet brugt af Charles 1. og blev overtaget af rundhovederne i 1646. Slottet blev ødelagt, så det ikke kunne bruges af kavalererne. Da Charles 2. blev konge ved restaurationen i England, ønskede Somerset-familien ikke at genopføre slottet. Raglan Castle blev i første omgang brugt til byggemateriale og blev senere en ruin under romantikken for i dag at være en turistattraktion.